# Илатово (Вологодская область)
Илатово — деревня в Вологодском районе Вологодской области.
Входит в состав Семёнковского сельского поселения, с точки зрения административно-территориального деления — в Семёнковский сельсовет.
Расстояние по автодороге до районного центра Вологды — 23,5 км, до центра муниципального образования Семёнково — 15,5 км. Ближайшие населённые пункты — Кузнецовка, Копылово, Меглеево.
По данным переписи в 2002 году постоянного населения не было.